# Roman Ślaski
Roman Ślaski (ur. 13 lutego 1886 w Wyżniance, zm. 30 kwietnia 1963 w Lublinie) – prezydent Lublina od 10 września 1939 do 1 sierpnia 1941 r., więzień polityczny w czasach carskich (1905 r.), podczas okupacji niemieckiej (od 1941 do 1943) i po wojnie (w latach 1944–1946).

## Życiorys
Był synem Stanisława Ślaskiego gospodarującego w majątku Wyżnianka (należącym do Zamoyskichi) i Zofii z Eysymonttów (z linii Leopolda Eysymontta, kapitana wojsk polskich).
W młodości związany był PPS. W 1905 r. został aresztowany przez władze carskie i osadzony na kilka miesięcy na Zamku Lubelskim. Potem przedostał się do Brukseli, gdzie w 1910 r. skończył studia ekonomiczne. Później (od 1916 r.) przebywał w Paryżu, gdzie poznał Romana Dmowskiego i związał się z Narodową Demokracją. W 1917 r. powrócił do Lublina, gdzie został naczelnikiem Wydziału Finansowego. Od 2 II 1923 do 28 II 1929 Ławnik w Magistracie, od 1 III 2019 ponowni był naczelnikiem Wydziału Finansowego. Radca ministerialny w Ministerstwie Przemysłu i Handlu. Należał do wielu organizacji społecznych i politycznych: Związku Ludowo-Narodowego, Obozu Wielkiej Polski, Stronnictwa Narodowego, w maju 1929 roku wystąpił z partii. Zasiadał w redakcji "Głosu Lubelskiego", był prezesem Towarzystwa Muzycznego w Lublinie oraz Towarzystwa Pomocy Polonii Zagranicznej, należał do Towarzystwa Ekonomicznego w Lublinie, Ligi Morskiej i kolonialnej, Lubelskiego Towarzystwa Dobroczynności.
Po ewakuacji władz miasta postanowił pozostać w Lublinie i 9 września 1939 r. przejął obowiązki prezydenta, a następnego dnia został formalnie nominowany na to stanowisko przez wojewodę. 14 września po opuszczeniu miasta przez Armię „Lublin” zaangażował miejscową ludność do obrony, przyczynił się też (z pomocą Romana Pieczyraka) do uratowania przewiezionych z warszawskiej „Zachęty” obrazów Jana Matejki: Bitwy pod Grunwaldem i Kazania Skargi.

Niemcy po wkroczeniu do miasta uznały jego nominację i zezwoliły na pracę Zarządu Miejskiego pod nadzorem komendanta wojskowego pułkownika von Klemmma. Ślaski utworzył wówczas Wydział Kwaterunkowy i Świadczeń Wojennych, a w październiku 1939 r. zorganizował konspiracyjny zespół radnych i ławników, ściśle współpracujący ze Służbą Zwycięstwa Polski, a następnie Związkiem Walki Zbrojnej i Armią Krajową.

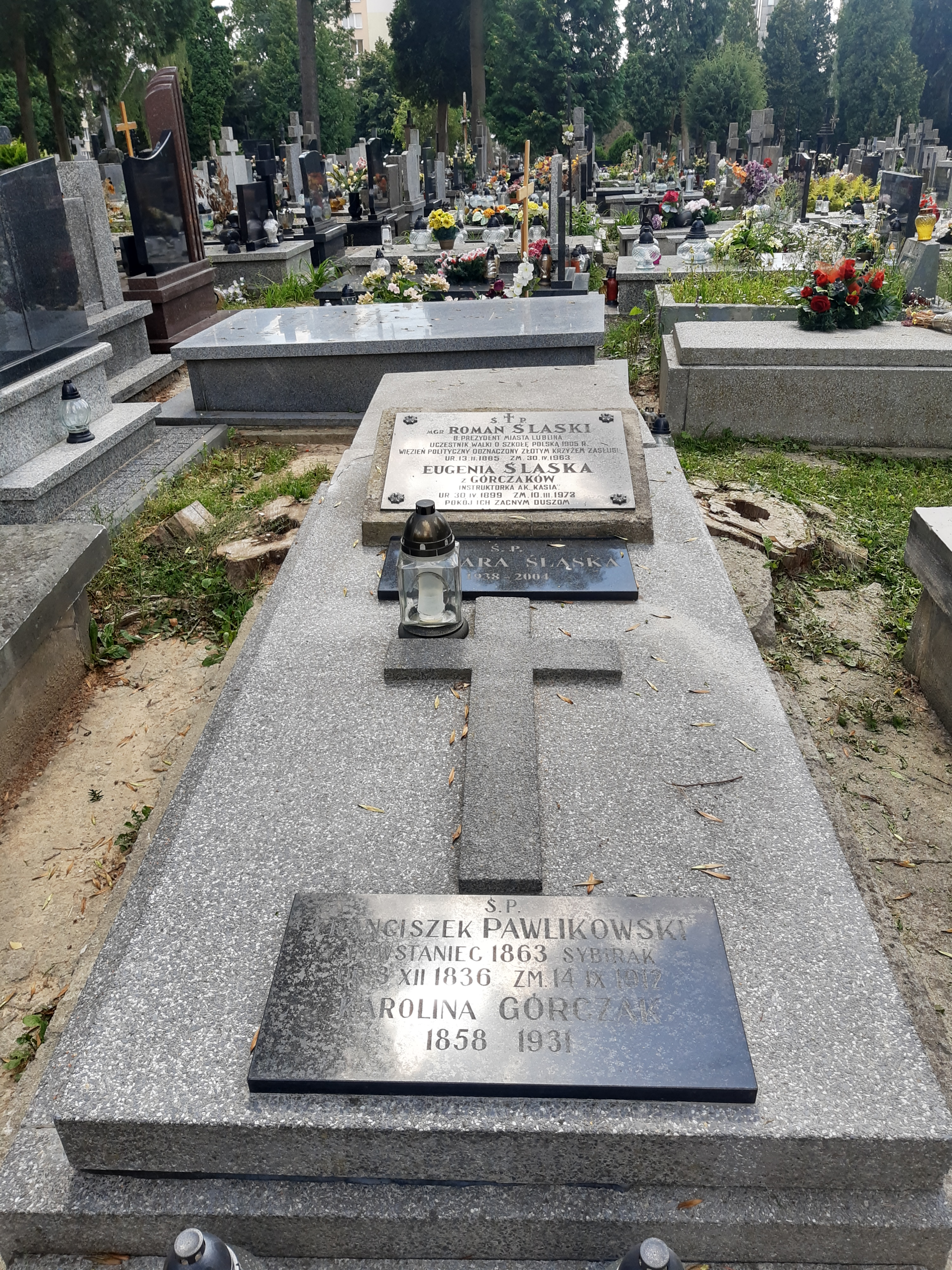
Grób Romana Ślaskiego na cmentarzu przy ulicy Lipowej

Podczas okupacji Roman Ślaski podejmował odważne decyzje, m.in. wydawał konspiratorom dokumenty tożsamości, ukrywał narażonych na aresztowania i zatrudniał osoby zagrożone wywózką na roboty do Rzeszy.
1 sierpnia 1941 r. został aresztowany, gdyż odmówił Niemcom wykonania spisu znaczących urzędników miejskich. Zwolniono go dopiero w marcu 1943 r. Więziony był na Zamku Lubelskim, gdzie bardzo podupadł na zdrowiu i przez resztę wojny leczył się.
Po wojnie, do 1948 r. z przerwami, pełnił funkcję naczelnika Wydziału Finansowego.
W tym okresie był też represjonowany przez Urząd Bezpieczeństwa i w latach 1944–1946 dwukrotnie więziony na Zamku Lubelskim oraz w areszcie przy ul. Spokojnej.
Później przez pewien czas wykładał nauki ekonomiczne na Katolickim Uniwersytecie Lubelskim.
Pochowany został w Lublinie na cmentarzu przy ul. Lipowej (sekcja 22b).

## Ordery i odznaczenia
- Złoty Krzyż Zasługi (9 listopada 1932)[1]

## Upamiętnienie
Jego imieniem nazwano jedną z ulic w Lublinie.